# WHL0137-LS
WHL0137-LS，又稱「埃蘭迪爾」（英語：Earendel；在古英語中意指「晨星」），是在2022年發現，迄今為止觀測到的最遙遠恆星。

## 觀測
2022年3月30日，美國太空總署宣佈WHL0137-LS的發現，此前哈伯太空望遠鏡曾分別在2016年6月7日、7月17日、2019年11月4日11月27日對其拍攝。該恆星是由於正前方星系團發生重力透鏡效應，放大了來自恆星的光才被發現。透鏡效應的電腦模擬顯示，WHL0137-LS的亮度被放大了1000至40000倍。
WHL0137-LS的暱稱「埃蘭迪爾」來自古英語的「晨星」（Aurvandill），後者又有「冉冉升起的光」之意。埃蘭迪爾也是J·R·R·托爾金小說《精靈寶鑽》中帶著精靈寶鑽乘船飛往天空，像「晨星」一樣明亮的半精靈的名字，NASA天文學家米雪兒·塞勒證實此名稱是為了致敬托爾金。此外，WHL0137-LS的寄主星系則被叫作「黎明之弧」（Sunrise Arc）。
哈伯太空望遠鏡未來將進一步觀測WHL0137-LS，以確認其特性，而詹姆斯·韦伯太空望远镜未來亦會有同樣的任務。擁有更高靈敏度的韋伯太空望遠鏡將分析WHL0137-LS的恆星光譜，以揭示是否有比氫和氦重的元素存在，並確認其是否真的是一顆恆星。

## 物理性質
經過探測，WHL0137-LS的光確定是在大爆炸後9億年發出，且有著6.2±0.1的紅移，意味著這顆恆星的光需129億年才能到達地球，而之前發現的最遠恆星MACS J1149 Lensed Star 1（又稱「伊卡洛斯」）的紅移只有1.49。然而由於宇宙膨脹，WHL0137-LS的觀測位置現在距離地球有280億光年。
WHL0137-LS的質量可能介乎50到100個太陽質量之間，表面有效溫度約為20,000 K（20,000 °C；36,000 °F）。由於其巨大的質量，科學家們相信該恆星在誕生後不到幾百萬年便會成為超新星。儘管機率很微，但WHL0137-LS為第三星族星可能性仍存，這也意味著它除了氫和氦這兩種太初元素以外，幾乎不包含其他元素。